# Paul Gonsalves
Paul Gonsalves (Brockton, 1920. július 12. – London, 1974. május 15.), amerikai tenorszaxofonos. Leginkább mint Duke Ellington zenésztársa volt ismert.

## Pályafutása
Szülei a Zöld-foki Köztársaságban, ő már a Amerikában, a massachusettsi Brocktonban született.
Gonsalves először gitározott. Még gyerekként rendszeresen felkérték, hogy játsszon zöld-foki népdalokat a családban. New Bedfordban nőtt fel, a Sabby Lewis Orchestra egyik tagja volt. A második világháború alatt, majd egy ideig még utána is egy tenorszaxofonos együttes tagja volt. Mielőtt 1950-ben csatlakozott volna Duke Ellington zenekarához, a Count Basie (1947–1949) és Dizzy Gillespie (1949–1950) által vezetett big bandekben is játszott.
Az 1956-os Newport Jazz Fesztiválon Gonsalves szólója Ellington Diminuendo and Crescendo in Blue című művében óriási sikert ért el. Ezután számos darab szólistája volt.
Gonsalves néhány nappal Duke Ellington halála előtt halt meg Londonban egy életen át tartó alkohol- és kábítószer-függőség következtében.

## Érdekesség
Paul Gonsalves aközött a több száz művész között volt, akiknek az anyaga megsemmisült a 2008-as tűzvészben.

## Lemezek
- Cookin'  (1957)
- Diminuendo, Crescendo and Blues (1958)
- Ellingtonia Moods and Blues (1960)
- Gettin' Together (1961 + Wynton Kelly Trio + Nat Adderley)
- Tenor Stuff (1961)
- Tell It the Way It Is! (1963)
- Cleopatra - Feelin' Jazzy (1963)
- Salt and Pepper(1963)
- Rare Paul Gonsalves Sextet in Europe (1963)
- Boom-Jackie-Boom-Chick (1964)
- Just Friends (1965)
- Jazz Till Midnight (1967)
- Love Calls (1967)
- Encuentro (1968)
- With the Swingers and the Four Bones (1969)
- Humming Bird (1970)
- Just A-Sittin' and A-Rockin' (1970)
- Paul Gonsalves and his All Stars (1970)
- Paul Gonsalves Meets Earl Hines (1970)
- Mexican Bandit Meets Pittsburgh Pirate (1973)
- Paul Gonsalves Paul Quinichette (1974)